# Würmla (Herrschaft)

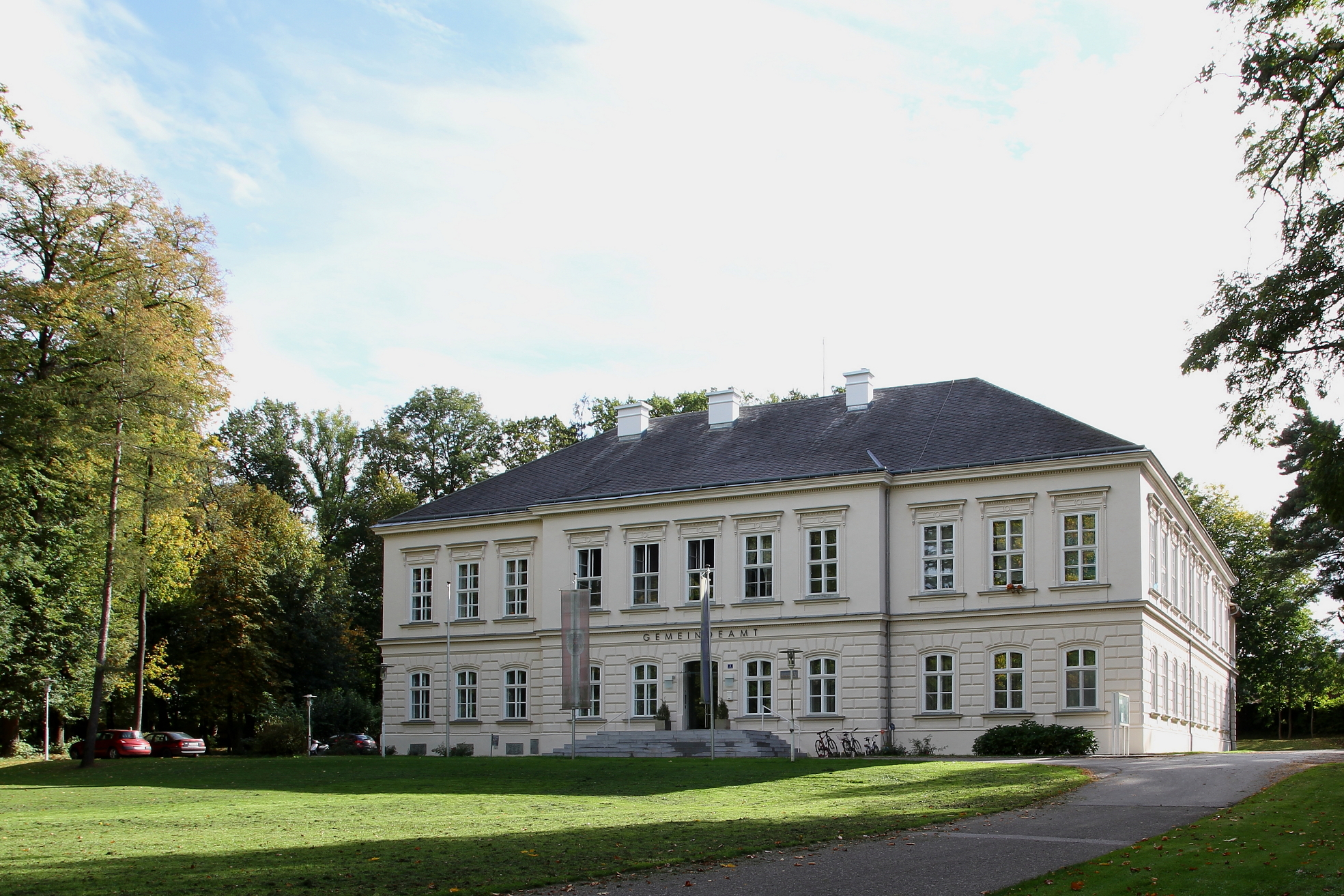
Schloss Würmla, Sitz der Verwaltung (2012)

Die Herrschaft Wirmla (heute Würmla) war eine Grundherrschaft im Viertel ober dem Wienerwald im Erzherzogtum Österreich unter der Enns, dem heutigen Niederösterreich.

## Ausdehnung
Die Herrschaft Weinzierl umfasste zuletzt die Ortsobrigkeit über Wirmla, Grub, Asperhofen, Habersdorf, Innbruck, Schaubing, Baumgarten, Egelsee, Anzing, Doppel, Gollarn, Großhain, Gschwendt, Hankenfeld, Holzleiten, Hütteldorf, Jetzing, Katzelsdorf, Maierhofen, Untermamau, Saladorf, Trasdorf, Waizendorf, Weinzierl, Wilfersdorf. Der Sitz der Verwaltung befand sich im Schloss Würmla.

## Geschichte
Der letzte Inhaber der Allodialherrschaft war Friedrich Dominik Graf von Fünfkirchen zu Chlumetz (1805–1867). Nach den Reformen 1848/1849 wurde die Herrschaft aufgelöst.